# Brigitte Walbrun
Brigitte Walbrun (* 22. September 1954 in München) ist eine deutsche Schauspielerin.

## Leben
Brigitte Walbrun wuchs als Einzelkind in München-Schwabing auf, wo sie auch ihre Schulausbildung mit der Mittleren Reife abschloss. Sie erhielt Unterricht in Schauspiel, Gesang und klassischem Ballett. Während ihres Gesangs- und Schauspielstudiums arbeitete sie nebenbei bei getanzten Modeschauen. 1978 gewann sie den „Robert-Stolz-Preis“ in der Sparte Musical. In der Spielzeit 1978/79 war sie am Stadttheater Klagenfurt engagiert. 1979 gehörte sie beim Bundeswettbewerb Gesang zu den Preisträgerinnen im Bereich „Musical / Chanson“. In der Spielzeit 1980/81 war sie in der Sparte „Musiktheater“ als Gast am Theater Basel verpflichtet. Im Sommer 1981 gastierte sie bei den Luisenburg-Festspielen in Wunsiedel. In der Spielzeit 1981/82 trat sie an der „Neuen Schaubühne München“ auf. In der Spielzeit 1982/83 gastierte sie am Theater des Westens in Berlin in Anatevka. Im Februar 1986 wirkte sie am Theater Ulm in der Uraufführung des Musicals Wonderful Olly von Lee Pockriss mit. In der Spielzeit 1986/87 trat sie am Stadttheater Bremerhaven als Eliza Doolittle in dem Musical My Fair Lady auf. In der Spielzeit 1988/89 war sie in der Sparte „Musiktheater“ am Städtebundtheater Hof engagiert. In der Spielzeit 2000/01 spielte sie an den Münchner Kammerspielen unter der Regie von Gerd Lohmeyer in der burlesken Collage Die wundersame Überquerung der Würm von Philip Arp. 2017 trat sie im Theater Drehleier in München auf.
Ende der 70er Jahre war sie Sketchpartnerin von Ilja Richter in dessen Musiksendung Disco. Ab Anfang der 80er Jahre arbeitete Walbrun dann regelmäßig als Schauspielerin für das Fernsehen, wo sie hauptsächlich in Produktionen des Bayerischen Rundfunks, jedoch auch in Fernsehserien des ZDF und von Sat1, zu sehen war. Walbrun übernahm durchgehende Serienrollen, Episodenrollen und auch Gastrollen. 
Mehrfach wirkte sie in Aufzeichnungen der Fernsehreihe Der Komödienstadel mit. 1980 spielte sie unter der Regie von Olf Fischer die Rosl in der Komödienstadel-Produktion Der Strohwitwer. Von 2003 bis 2007 spielte sie in sechs weiteren Produktionen des Komödienstadels mit. Das ZDF besetzte Walbrun in dem Fernsehfilm Der Himmel über Cornwall (2005) aus der Rosamunde-Pilcher-Fernsehreihe in einer Hauptrolle. Hiervon wurde auch eine Fassung als Hörbuch produziert, bei der Walbrun ebenfalls mitwirkte.
Besondere Bekanntheit erlangte Walbrun vor allem durch die durchgehende Serienhauptrolle der Rosi Kirchleitner in der BR-Fernsehserie Dahoam is Dahoam, die sie ab 2007 zunächst an der Seite von Wilhelm Manske und Ursula Erber spielte. Walbrun steht in dieser Rolle mittlerweile seit fast 20 Jahren ohne Unterbrechung vor der Kamera.
2012 war sie in dem ZDF-Kriminalfilm Die Tote ohne Alibi in einer Nebenrolle als Ehefrau des Münchner Finanzvorstands Dr. Lass zu sehen. In der 1. Staffel der ZDF-Serie Die Chefin (2012) hatte sie eine Episodenrolle als Sekretärin Ella Klein. In der 16. Staffel der ZDF-Krimiserie Die Rosenheim-Cops (2016) übernahm sie eine der Episodenhauptrollen als Assistentin der Geschäftsleitung einer Rosenheimer Brauerei.
Sie trat mehrfach bei der Volkssänger-Revue „Brettl-Spitzen“ im Hofbräuhaus München auf. 2015 erhielt sie von den Münchner Turmschreibern den Bayerischen Poetentaler. Walbrun ist verheiratet, Mutter eines Sohnes und zweifache Großmutter. Sie lebt in Dachau.

## Filmografie (Auswahl)
- 1980: Der Komödienstadel: Der Strohwitwer (Fernsehreihe)
- 1981: Der Komödienstadel: Spätlese oder Auch der Herbst hat schöne Tage (Fernsehreihe)
- 1986: Anderland: Auf ewig Dein (Fernsehserie, eine Folge)
- 1994: Stadtklinik: Die Lüge (Fernsehserie, eine Folge)
- 1995: Verbotene Liebe (Fernsehserie, 36 Folgen)
- 1996: Der Bulle von Tölz: Das Amigo-Komplott (Fernsehserie, eine Folge)
- 1998: Der Bulle von Tölz: Mord im Irrenhaus (Fernsehserie, eine Folge)
- 1998: Café Meineid: Ein gewisses Alter (Fernsehserie, eine Folge)
- 1999: SOKO 5113: Sophias Geheimnis (Fernsehserie, eine Folge)
- 2003: Der Komödienstadel: Das Attenhamer Christkindl (Fernsehreihe)
- 2004: Der Komödienstadel: Der Prinzregentenhirsch (Fernsehreihe)
- 2005: Der Komödienstadel: Herzsolo (Fernsehreihe)
- 2005: Der Komödienstadel: Karten lügen nicht (Fernsehreihe)
- 2005: Rosamunde Pilcher: Der Himmel über Cornwall (Fernsehreihe)
- 2006: Das Kreuz mit der Schrift: Lesezeichen (Fernsehserie, eine Folge)
- 2006: Der Komödienstadel: Der Prämienstier (Fernsehreihe)
- 2007: Der Komödienstadel: Alles fest im Griff (Fernsehreihe)
- seit 2007: Dahoam is Dahoam (Fernsehserie, Serienrolle)
- 2012: Die Chefin: Lügen (Fernsehserie, eine Folge)
- 2012: Die Tote ohne Alibi (Fernsehfilm)
- 2015: Weißblaue Geschichten: Ein Zwilling zum Verlieben (Fernsehserie, eine Folge)
- 2016: Die Rosenheim-Cops: Der Letzte seiner Art (Fernsehserie, eine Folge)
- 2019: SOKO München: Madonna von Garming (Fernsehserie, eine Folge)